# Kastanjemanden
Kastanjemanden és una sèrie de televisió danesa de ficció criminal estrenada a Netflix el 29 de setembre de 2021. La sèrie va ser creada per Dorte Warnøe Hagh, David Sandreuter i Mikkel Serup, i dirigida per Kasper Barfoed i Mikkel Serup. Es basa en el llibre homònim de Søren Sveistrup. La sèrie és protagonitzada per Danica Curcic i Mikkel Boe Følsgaard com a Naia Thulin i Mark Hess, que investiguen l'esquarterament i els assassinats de diverses mares a Copenhaguen per un assassí en sèrie que deixa figures fetes de castanyes a les escenes del crim. La sèrie es va renovar per a una segona temporada el 2024, afegint Sofie Gråbøl i Katinka Lærke Petersen al repartiment. S'ha subtitulat al català.